# إدوارد باكارد
إدوارد باكارد (بالإنجليزية: Edward Packard)‏ هو كاتب وكاتب للأطفال أمريكي، ولد في 1931 في هنتنغتون في الولايات المتحدة.

## وصلات خارجية
- الموقع الرسمي